# Belgische federale verkiezingen 2007/Kandidatenlijsten/PS
Dit zijn de kandidatenlijsten van de PS voor de Belgische federale verkiezingen van 2007. De verkozenen staan vetgedrukt.

## Brussel-Halle-Vilvoorde

### Effectieven
1. Laurette Onkelinx
2. Yvan Mayeur
3. Nadia El Yousfi
4. Emir Kir
5. Isabelle Emmery
6. Mohammed Boukourna
7. Cathy Marcus
8. Béa Diallo
9. Liliane Minner
10. Abdellah Achaoui
11. Hafida Benkaddour
12. Sébastien Lepoivre
13. Magali Eylenbosch
14. Pierre Kompany
15. Najat Bakkioui
16. Amet Gjanaj
17. Halima Amrani
18. Roberto Galluccio
19. Myriam Biot-Adler
20. Pierre de Heusch
21. Ornella Rovetta
22. Charles Picqué

### Opvolgers
1. Karine Lalieux
2. Jean Cornil
3. Talbia Belhouari
4. Marco Schetgen
5. Michelle Bulté-Colpin
6. Carlos Crespo Garcia
7. Hediye Yigit
8. Jamal Ikazban
9. Olivia P'tito
10. Frédéric Deville
11. Alain Hutchinson
12. Magda De Galan

## Henegouwen

### Effectieven
1. Elio Di Rupo
2. Marie Arena
3. Rudy Demotte
4. Patrick Moriau
5. Colette Burgeon
6. Eric Massin
7. Richard Biefnot
8. Annick Saudoyer
9. Marc de Saint Moulin
10. Isabelle Minsier
11. Anthony Dufrane
12. Giovanna Corda
13. Jean-Marie Degauque
14. Maryse Hoebeke
15. Alicia Vandenabeele
16. Françoise Fassiaux-Looten
17. Eric Thiébaut
18. Agnès Detournay
19. Christian Dupont

### Opvolgers
1. Bruno Van Grootenbrulle
2. Camille Dieu
3. Sophie Pécriaux
4. Philippe Blanchart
5. Isabelle Privé
6. Marie-France Toussaint
7. Paul-Olivier Delannois
8. Lara Kotlar
9. Renée Vankeleffe
10. Benoit Delbèque
11. Jacques Fauconnier

## Luik

### Effectieven
1. Michel Daerden
2. Marie-Claire Lambert
3. Guy Coëme
4. André Frédéric
5. Linda Musin
6. Thierry Giet
7. Edmund Stoffels
8. Josette Michaux
9. Hassan Bousetta
10. Isabelle Delnooz
11. Annie Massay
12. Valérie Jadot
13. Delphine Salou
14. Nécati Celik
15. Alain Mathot

### Opvolgers
1. Thierry Giet
2. Muriel Targnion
3. Danielle Vanlombeek-Jacobs
4. Pierre dit Bouldou David
5. Valérie Dejardin
6. Madeleine Mairlot
7. Christel Deliége
8. Jean-Michel Delaval
9. Marc Tarabella

## Luxemburg

### Effectieven
1. André Perpète
2. Françoise Jeanmart
3. Nathalie Ughi-Heyard
4. Daniel Ledent

### Opvolgers
1. Sébastian Pirlot
2. Martine Sonnet-Notet
3. Véronique Biordi-Taddei
4. Jacques Gennen
5. Anne Davreux
6. Jean-Marie Carrier

## Namen

### Effectieven
1. Claude Eerdekens
2. Maryse Declercq-Robert
3. Valérie Déom
4. Maurice Bayenet
5. Myriam Pirotte
6. Jean-Charles Luperto

### Opvolgers
1. Jean-Marc Delizée
2. Valérie Déom
3. Jean-Claude Maene
4. Fanny Constant
5. Guy Milcamps
6. Eliane Tillieux

## Waals-Brabant

### Effectieven
1. André Flahaut
2. Annie Galban-Leclef
3. Laurence Smets
4. Grégory Verté
5. Léon Walry

### Opvolgers
1. Véronique Ghenne
2. Dimitri Legasse
3. Kim De Wolf
4. Valérie Vanbever
5. Olivier Parvais
6. Claude Lelièvre

## Senaat

### Effectieven
1. Anne-Marie Lizin
2. Philippe Moureaux
3. Philippe Mahoux
4. Christiane Vienne
5. Jean-Marie Happart
6. François Martou
7. José Damilot
8. Fadila Laanan
9. Simone Susskind
10. Gaston Onkelinx
11. Christie Morreale
12. Gaëlle Lanotte
13. Reine Marcelis
14. Henri Simons
15. Philippe Busquin

### Opvolgers
1. Olga Zrihen
2. Franco Seminara
3. Alexandra Monteiro
4. Grégory Demal
5. Julie Fernandez-Fernandez
6. Isabelle Kibassa-Maliba
7. Az-Dine Aouragh
8. Resi Stoffels
9. Philippe Courard